# Franciszek Kieć
Franciszek Kieć (ur. 3 marca 1926 w Wielkiej Wsi, zm. 27 kwietnia 2010) – polski społecznik, działacz ruchu ludowego, poseł na Sejm X kadencji.

## Życiorys
Działał w Związku Młodzieży Wiejskiej RP Wici (był prezesem koła i wiceprezesem zarządu gminnego). W okresie II wojny światowej był żołnierzem Batalionów Chłopskich. Ukończył w 1978 Instytut Kształcenia Nauczycieli w Warszawie.
W 1976 zainicjował powołanie Towarzystwa Przyjaciół Muzeum Wincentego Witosa w Wierzchosławicach, następnie przez lata kierował tą organizacją. Pełnił funkcję prezesa honorowego towarzystwa. Był głównym inicjatorem budowy pomnika Wincentego Witosa w Warszawie i Tarnowie, pełnił funkcję gospodarza Wierzchosławickich Zaduszek Witosowych. Dzięki jego staraniom doprowadzono do budowy szkoły średniej w 1961 w Wielkiej Wsi.
W latach 70. był radnym Wojewódzkiej Rady Narodowej w Krakowie i Tarnowie. W 1989 uzyskał mandat posła na Sejm kontraktowy. Został wybrany w okręgu tarnowskim z puli Zjednoczonego Stronnictwa Ludowego. W wyborach poparcie dla niego (spośród innych kandydatów ZSL) deklarowały lokalne struktury „Solidarności”. Później był członkiem wilanowskiego PSL, w którym pełnił funkcję wiceprezesa. Na koniec kadencji należał do Klubu Poselskiego Polskiego Stronnictwa Ludowego. Zasiadał w Komisji Edukacji, Nauki i Postępu Technicznego. Nie ubiegał się o reelekcję.
W 1998, za wybitne zasługi w kultywowaniu ruchu ludowego, został odznaczony Krzyżem Komandorskim Orderu Odrodzenia Polski. Ponadto otrzymał Krzyż Kawalerski Orderu Odrodzenia Polski (1982) i Złoty Krzyż Zasługi (1979). 
Zmarł 27 kwietnia 2010, pochowany został na cmentarzu w Zbylitowskiej Górze.